# 史密斯鎮區 (阿肯色州薩林縣)
史密斯鎮區（英語：Smith Township）是位於美國阿肯色州薩林縣的一個行政鎮區。

## 地方資料
史密斯鎮區的面積為76.78平方千米，當中陸地面積為75.76平方千米，而水域面積為1.02平方千米。根據2010年美國人口普查的數據，當地共有人口1873人，而人口密度為每平方千米24.39人。